# Pachyrhamma delli
Pachyrhamma delli är en insektsart som först beskrevs av Richards, A.M. 1954.  Pachyrhamma delli ingår i släktet Pachyrhamma och familjen grottvårtbitare. Inga underarter finns listade i Catalogue of Life.